# نام لي
نام لي (بالفيتنامية: Lê Nam)‏‏ (1978 في أستراليا - ) روائي، وكاتب من فيتنام.

## الجوائز
- جائزة بن / مالامود
- Kathleen Mitchell Award [الإنجليزية]‏
- جائزة أنسفيلد - وولف  [لغات أخرى]‏